# Vol 4978 de Ryanair
El vol 4978 de Ryanair era un vol internacional regular de passatgers des de l'aeroport internacional d'Atenes (Grècia) a l'aeroport de Vílnius (Lituània). El 23 de maig de 2021, es va informar de la presència d'explosius a bord de l'avió civil quan s'acostava a l'espai aeri lituà. L'aeronau va ser escortada per un avió de caça belarús quan sobrevolava l'espai aeri de Belarús i es va forçar a aterrar a l'aeroport nacional de Minsk, per ordre del president belarús Aleksandr Lukaixenko, malgrat no ser l'aeroport més proper. Una vegada que l'avió va aterrar-hi, dos dels passatgers, l'activista de l'oposició i periodista Raman Pratassièvitx i la seva companya russa Sofia Sapega, van ser detinguts. En la mateixa dècada, es va produir un aterratge després de l'incident de 2013 de l'Evo Morales a Àustria.
La Unió Europea va preveure celebrar una reunió de líders el 24 de maig a Brussel·les (Bèlgica). Abans de la reunió, el president lituà Gitanas Nausėda va demanar a la UE que imposés noves sancions econòmiques a Belarús. Vuit països van demanar que es prohibissin els vols sobre i cap a Belarús. Un altre suggeriment va ser que es prohibís l'entrada de trànsit per carretera a la UE des de Belarús.